# Палвозеро
Палвозеро — озеро на территории Поповпорожского сельского поселения Сегежского района Республики Карелия.

## Общие сведения
Площадь озера — 1,1 км², площадь водосборного бассейна — 193 км². Располагается на высоте 106,6 метров над уровнем моря.
Форма озера лопастная, продолговатая, вытянуто с северо-запада на юго-восток. Берега озера каменисто-песчаные, местами заболоченные.
Через озеро протекает река Карбозерка, втекая в него с южной стороны и вытекая — с юго-восточной.
Населённые пункты возле озера отсутствуют. Ближайший — посёлок Морская Масельга — расположен в 15 км к юго-востоку от озера.
Код объекта в государственном водном реестре — 02020001311102000006728.